# Илья-ду-Мел
Илья-ду-Мел (порт. Ilha do Mel, дословно c порт. — «Медовый остров») — остров в Бразилии в штате Парана. Расположен в устье залива Паранагуа, в 4 километрах от побережья. Хотя ближайшая к острову часть материка — город Понтал-ду-Парана, Илья-ду-Мел принадлежит муниципалитету Паранагуа, находящемуся в 24 километрах. По данным Бразильского института географии и статистики (IBGE), его население в 2010 году составляло 1094 жителя.
Остров является постоянной зоной охраны окружающей среды, и 95% территории зарезервировано для местной флоры и фауны. Поэтому присутствие людей строго контролируется: максимальный допуск составляет 5000 человек в день. Это положение напрямую влияет на туризм, который является основной экономической деятельностью острова. Пляжи Илья-ду-Мел считаются одними из самых красивых в Бразилии. На остров не могут въезжать никакие моторизованные транспортные средства, а также гужевые повозки. Здесь нет асфальтированных площадок, и не работает никакая система общественного освещения.

## История
Самые ранние свидетельства присутствия человека на острове датируются примерно 6000 лет назад. Было обнаружено два самбаки: отложения органического материала или известняка (например, кусочки ракушек), накопленные в результате деятельности человека. Эти археологические находки указывают на присутствие людей на острове. До португальской колонизации регион Илья-ду-Мел был заселён коренной группой, известной как карихос, из семьи тупи-гуарани. Затем на остров высадились европейцы и смешались с коренными жителями.

## Окружающая среда

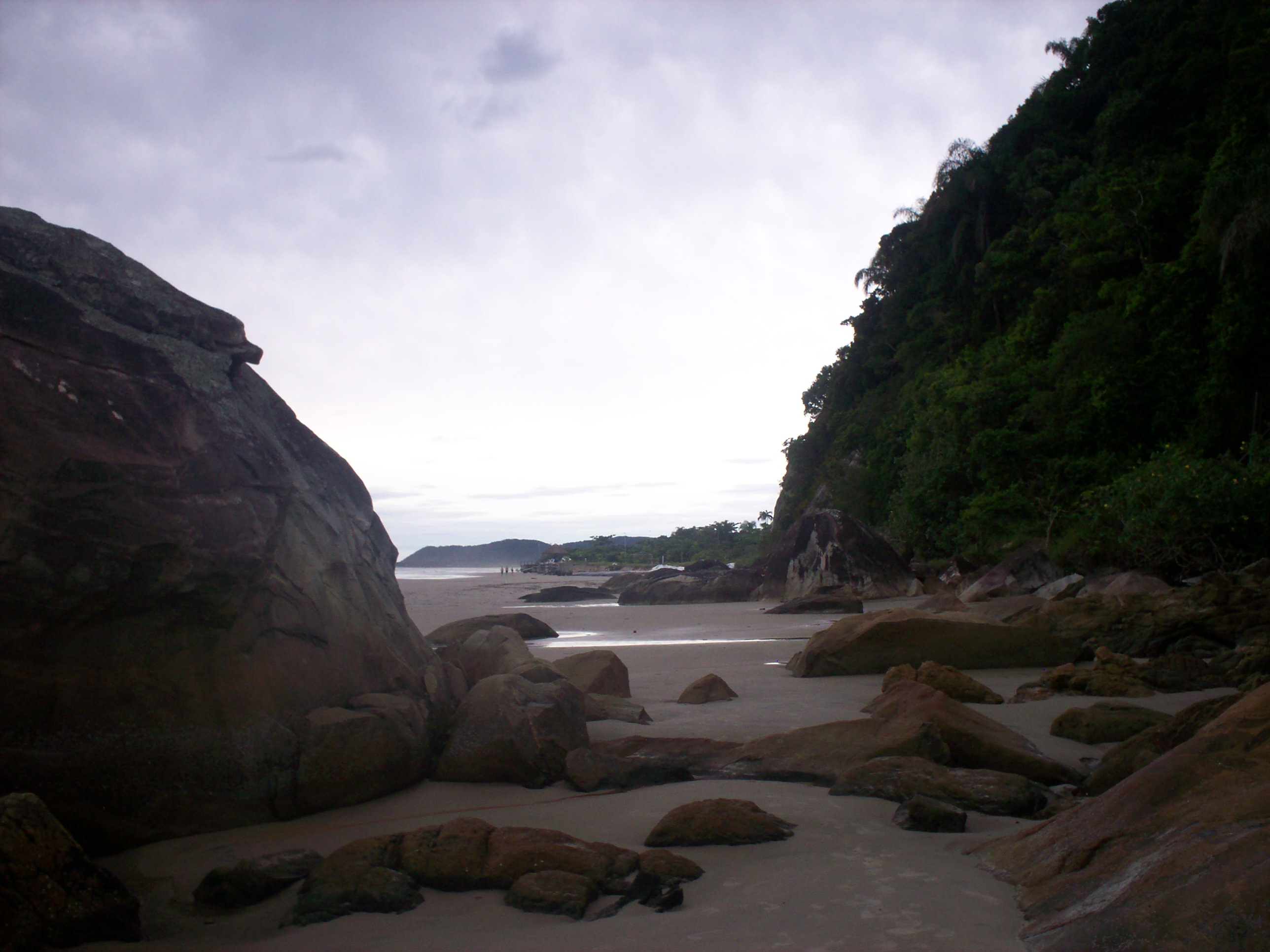
Подобные камни часто можно встретить на пляжах острова Илья-ду-Мел

Илья-ду-Мел расположен в центре Атлантического леса, экосистемы, изначально характерной для бразильского побережья. До прибытия португальских колонизаторов Атлантический лес занимал 1 315 460 км², 15% от общей площади Бразилии. Сегодня осталось только 102 012 км², 7% от первоначальной площади. Однако Илья-ду-Мел является примером сохранения окружающей среды. Администрация острова находится в ведении IAP (Института окружающей среды Параны) с 1980 года.

## География

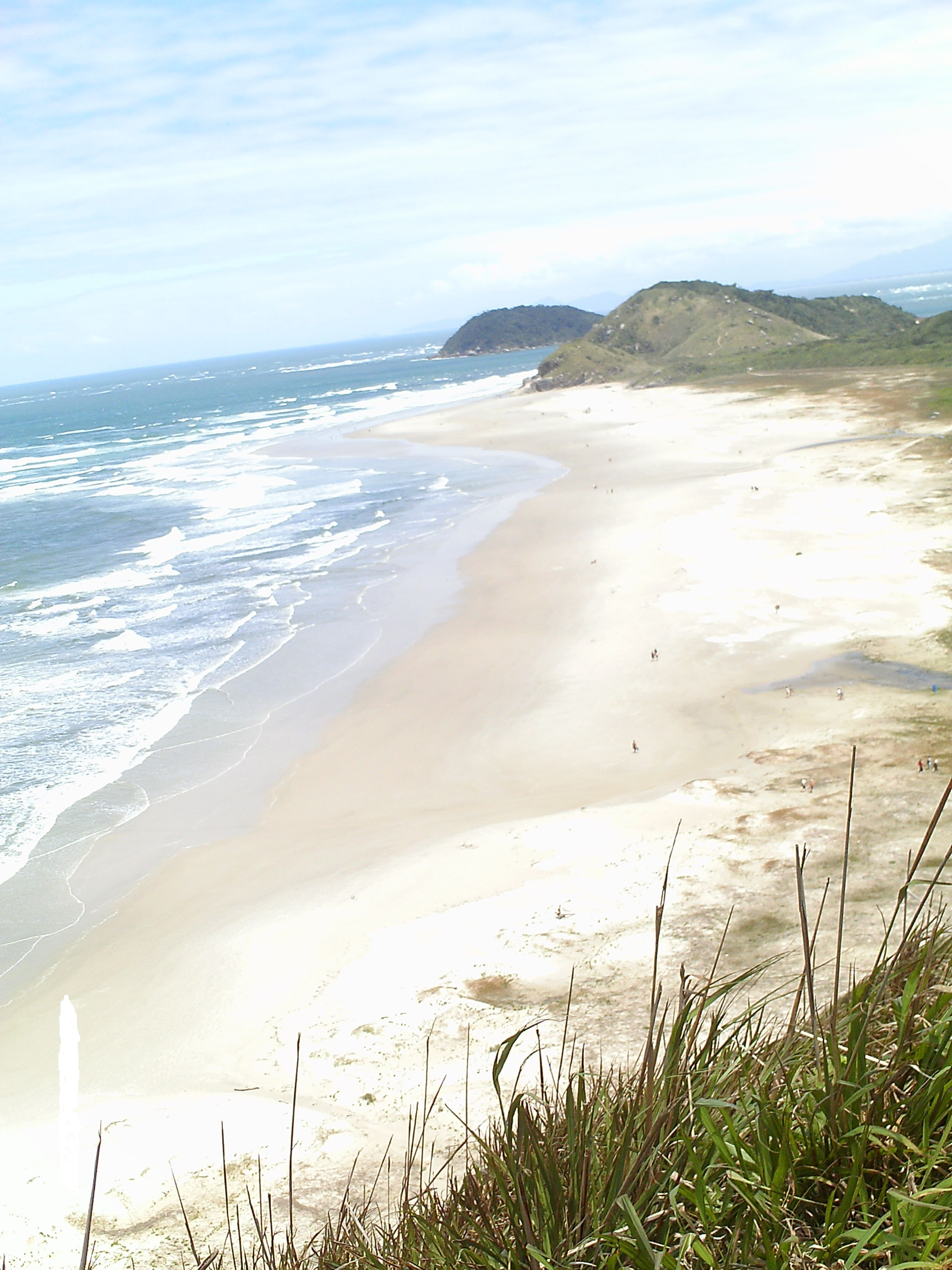
Вид на «Прайя-де-Фора» с горы-маяка

Илья-ду-Мел расположен в Южном регионе Бразилии, на широте 25°30'S и долготе 48°20'W, примерно в 4 километрах от ближайшего города, Понтал-ду-Парана, и в 24 километрах от Паранагуа. Столица штата Парана, Куритиба, находится примерно в 100 километрах. Очертания острова похожи на цифру восемь, однако одна часть намного больше другой. Большая часть содержит экологическую станцию и крепость. Здания есть только около побережья. Через эту часть острова не проходит ни одна тропа.

## Туризм

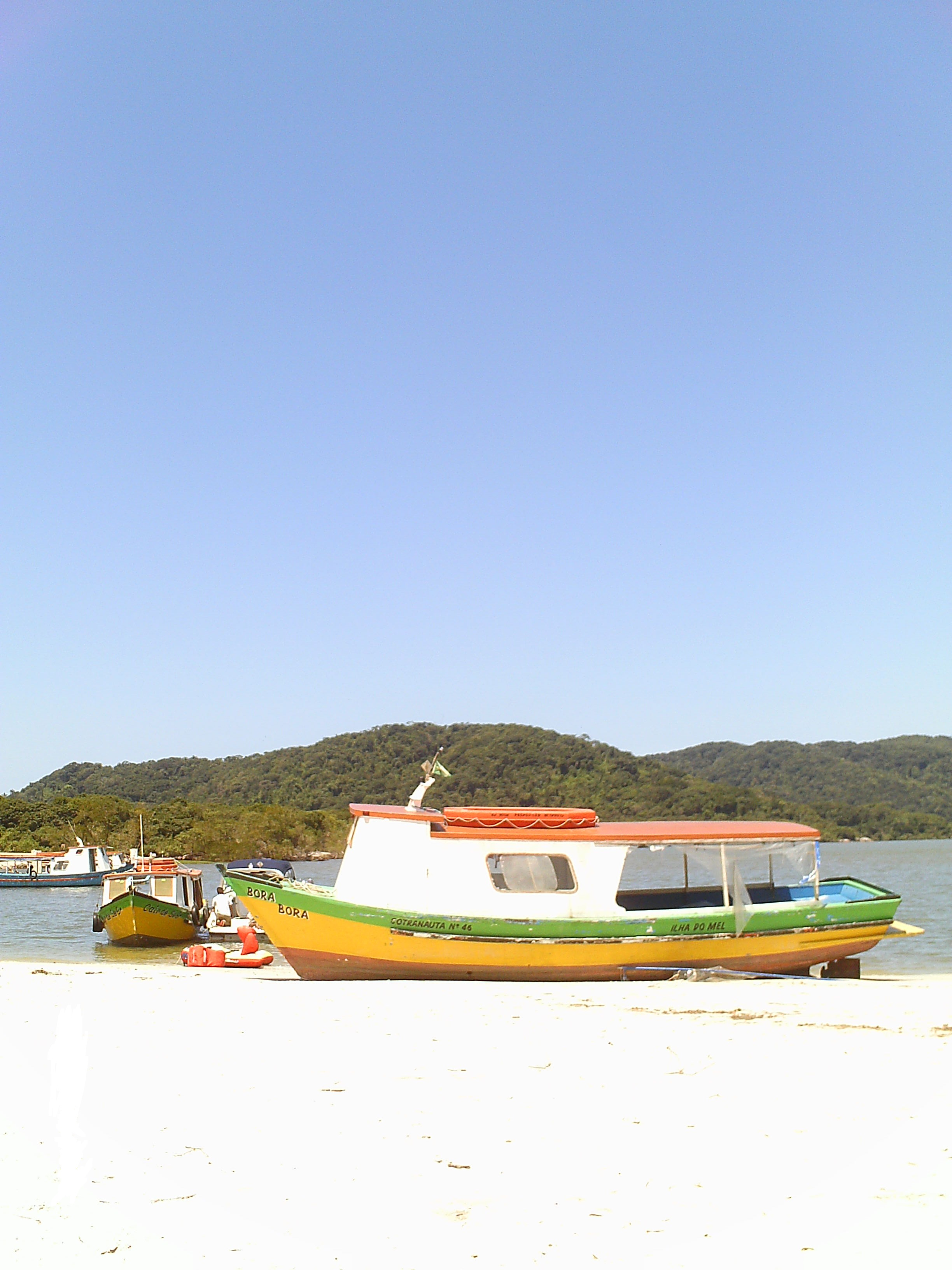
Одна из лодок, доставляющих туристов на остров.

Туризм является основным видом экономической деятельности на острове. Самые загруженные периоды — лето и праздники. Поскольку существует ограничение в 5000 человек в день, существует вероятность, что туристам не разрешат сесть на паром до Илья-ду-Мел. Однако такая ситуация встречается нечасто и обычно случается только в канун Нового года или во время карнавала.